# Labyrinth (film)
Labyrinth is een Amerikaans-Britse fantasyfilm uit 1986, een komische en luchthartige film die speelt in een magisch rijk.
Het thema van de film is hetzelfde als van The Wizard of Oz (1939): een tienermeisje trekt door een toverwereld met het doel herenigd te worden met haar familie. Onderweg beleeft ze niet alleen tal van avonturen, maar komt ze drie onwaarschijnlijke personen tegen, met opvallende vaardigheden en even opvallende gebreken en smeedt deze drie samen: gevieren vormen ze een effectief team dat alle hindernissen overwint. Ook in een ander opzicht lijkt de film op The Wizard of Oz: beide films werden gemaakt op de grens van wat er filmtechnisch mogelijk was. Het zijn beide historische documenten die in woord en beeld vastleggen hoe toen de stand van de techniek was.
De film Labyrinth is geregisseerd door Jim Henson, de bedenker van de Muppets, die ook het verhaal mede schreef, en is geproduceerd door George Lucas, de maker van de Star Warsfilms, en met een script van onder andere Terry Jones van Monty Python. Het is de laatste film van Jim Henson en hij is verwezenlijkt met dezelfde technieken van de Muppets, maar dan op een grotere schaal, naar ontwerpen van Brian Froud.
De hoofdrol wordt gespeeld door een prille Jennifer Connelly, met de gevestigde ster van David Bowie als haar tegenspeler. Verder talloze Muppetachtige poppen, van heel klein tot heel groot. De film bevat diverse liedjes, meestal gezongen door David Bowie.
De intro van de film toont een kerkuil die over spiegelend water vliegt; deze is met de computer gegenereerd, destijds een noviteit. Het script zorgt voor talloze absurde wendingen, enigszins vergelijkbaar met Alice in Wonderland.

## Het verhaal
Het verhaal draait om het tienermeisje Sarah: ze gaat op in een boek, getiteld Labyrinth, vol met prachtig klinkende volzinnen en illustraties die doen denken aan M.C. Escher. Het boek is de manier om aan de werkelijkheid te ontsnappen, aan haar stiefmoeder die ze niet mag en haar halfbroertje Toby op wie ze moet passen.
Deze volzinnen blijken toverkracht te hebben, waarmee Sarah in een driftbui haar (half)broertje weg wenst omdat hij zo huilt. De goblins, kleine groene mannetjes, nemen Toby mee naar hun koning Jareth. Wanneer Jareth aan Sarah verschijnt, smeekt ze hem haar broertje terug te geven. Jareth geeft haar 13 uur de tijd om hem uit zijn kasteel op te halen. Anders zal haar broertje daar voorgoed blijven. Om hem terug te halen trekt ze hem achterna, een toverwereld in, vol wonderen en illusies. Ze moet door het labyrint en de goblinstad om uiteindelijk Toby uit het paleis terug te halen. Maar Jareth laat dat niet zomaar gebeuren.
Aan de ingang van het labyrint ontmoet ze de mopperige goblin Hoggle die daar een conciërge-functie heeft. Na enig wantrouwen is Hoggle uiteindelijk bereid met haar mee te gaan. Op het pad naar het kasteel ontmoeten ze o.a. Ludo, een goedmoedige lobbes met onvermoede krachten, en de 'Fire-gang', die zeer speelse en bewegelijke wezens zijn met losse lichaamsdelen.
Het irriteert Jareth dat Sarah toch nog zo ver door het labyrint komt. Jareth eist dat zijn onderdaan Hoggle aan Sarah een speciale perzik geeft. Maar omdat Sarah Hoggle kust en Jareth nogal jaloers blijkt, belandt het gezelschap via een valluik in de Eeuwige Stankmoerassen. Aan de stank ontsnappen ze echter. Vervolgens ontmoeten ze daar Sir Didymus, een hond met het karakter van een hoofse ridder maar zonder het bijbehorende uiterlijk en krachtpatsersvermogen. Hij is vergezeld van zijn trouwe viervoeter Ambrosius, een Bobtail-achtige hond, die snel bang is, en daarom vaak zijn baasje, Sir Didymus, in de steek laat.
Uiteindelijk eet Sarah toch van de betoverde perzik waardoor ze begint te hallucineren en daarna haar geheugen verliest. Nadat ze uit haar hallucinatie ontwaakt, belandt ze op een vuilnisbelt. Een goblinvrouw probeert Sarah hier zich thuis te laten voelen, om zo de gedachtes over de weggenomen Toby weg te nemen. Zo komt ze uiteindelijk weer op haar kamer terecht, waarna ze denkt dat het allemaal een vreemde droom was. Echter haar kamer blijkt nagemaakt te zijn op die vuilnisbelt. Door de goblinvrouw wordt ze overdonderd met speelgoed uit haar vroegere jaren. Opeens vindt ze op haar kamer het boekje met de volzinnen, waarna ze haar geheugen terug begint te krijgen en weer weet dat ze naar Toby zocht. Daardoor stort de illusie van haar kamer in en wordt ze door haar vrienden bevrijd.
Vervolgens komt het viertal aan bij de poort van de goblinstad en bereikt na menig gevecht met diverse goblins en een goblinrobot op het laatste moment het magische kasteel. Hier is de wereld totaal anders. Alles lijkt op de trappenhuisillusie van M.C. Escher. Een andere volzin uit het boek leidt tot de magische oplossing. Hierbij wordt de betovering verbroken en komt ze weer naar huis toe, waar haar halfbroertje Toby weer rustig in zijn ledikant ligt te slapen. Al snel blijkt het echter geen droom te zijn waarin ze door het labyrint gezworven heeft, omdat vervolgens haar vrienden uit die magische wereld haar thuis komen opzoeken om een feestje te vieren.

## Rolverdeling
| Acteur                                                               | Personage                                       | Stemacteur                                                             |
| -------------------------------------------------------------------- | ----------------------------------------------- | ---------------------------------------------------------------------- |
| Jennifer Connelly                                                    | Sarah Williams                                  |                                                                        |
| David Bowie                                                          | Jareth de Goblinkoning                          |                                                                        |
| Toby Froud                                                           | Toby Williams                                   |                                                                        |
| Shari Weiser                                                         | Hoggle                                          | Brian Henson                                                           |
| Ron Mueck en Rob Mills                                               | Ludo                                            | Ron Mueck                                                              |
| Natalie Finland                                                      | Fee                                             |                                                                        |
| Dave Goelz en David Barclay                                          | Sir Didymus                                     | David Shaughnessy                                                      |
| Karen Prell                                                          | Worm                                            | Timothy Bateson                                                        |
| Frank Oz                                                             | Wijze man                                       | Michael Hordern                                                        |
| Dave Goelz                                                           | Hoed van Wijze man                              | David Shaughnessy                                                      |
| Steve Whitmire, Kevin Clash, Anthony Asbury, Dave Goelz              | Vier poortwachters                              | Anthony Jackson, Douglas Blackwell, David Shaughnessy, Timothy Bateson |
| Anthony Asbury en Dave Goelz                                         | Deurkloppers                                    | David Healy en Robert Beatty                                           |
| Kevin Clash, Karen Prell, Dave Goelz, Steve Whitmire, Anthony Asbury | Fire Gang                                       | Kevin Clash, Charles Augins Danny John-Jules, Richard Bodkin           |
| Steve Whitmire en Kevin Clash                                        | Ambrosius                                       | Percy Edwards                                                          |
| Shelley Thompson                                                     | Irene, Sarahs stiefmoeder                       |                                                                        |
| Christopher Malcolm                                                  | Mr. Williams, Sarahs en Toby's vader            |                                                                        |
| Michael Moschen                                                      | Jongleur voor Jareths kristalbollen-manipulatie |                                                                        |

## Computerspel
- LucasArts bracht in 1986 het spel Labyrinth: The Computer Game uit, dat grotendeels is gebaseerd op de film.
- Ook Henson Associates bracht onder de naam Labyrinth een spel uit dat enkel verkrijgbaar was in Japan voor Famicom.